# Linia kolejowa Biała Czortkowska – Stefaneszty
Linia kolejowa Biała Czortkowska – Stefaneszty – jednotorowa, niezelektryfikowana linia kolejowa na Ukrainie, długości 61,9 km, łącząca stację Biała Czortkowska ze stacją Stefaneszty i stanowiąca fragment linii z Tarnopola do Czerniowców. Znajduje się w obwodach tarnopolskim oraz czerniowieckim. Zarządzana jest przez Kolej Lwowską (oddział ukraińskich kolei państwowych).

## Historia
Linię otwarto w 1890 r. Początkowo leżała w Austro-Węgrzech, a w latach 1918–1945 w Polsce i Rumunii (granica na Dniestrze), następnie w Związku Radzieckim (1945–1991) i od 1991 r. – na Ukrainie.